# Lasioglossum eriphyle
Lasioglossum eriphyle là một loài Hymenoptera trong họ Halictidae. Loài này được Ebmer mô tả khoa học năm 1996.